# Euproctis callichlaena
Euproctis callichlaena är en fjärilsart som beskrevs av Collenette 1935. Euproctis callichlaena ingår i släktet Euproctis och familjen tofsspinnare. Inga underarter finns listade i Catalogue of Life.